# Persone di nome Giovanni/Politici
| Questa pagina contiene informazioni ricavate automaticamente dalle voci biografiche con l'ausilio del template Bio e di un bot. L'aggiornamento è periodico e automatico e ricostruisce completamente la pagina. Se manca una persona in questa lista, sei pregato di non aggiungerla, ma accertati piuttosto che la sua voce biografica contenga il template Bio e che i dati anagrafici siano correttamente compilati. Se il template Bio manca, inseriscilo tu stesso o, in alternativa, metti l'avviso {{tmp\|Bio}} che ne segnala la mancanza. Se i dati riportati sono sbagliati, correggi direttamente la voce biografica; le modifiche saranno visibili in questa lista entro pochi giorni. Per chiarimenti vedi il progetto antroponimi. La lista contiene solo le 451 persone che sono citate nell'enciclopedia e per le quali è stato implementato correttamente il template Bio. Pagina aggiornata al 6 ago 2025. |

Questa è una lista di persone presenti nell'enciclopedia che hanno il nome Giovanni e sono politici.

## A(26)
- Giovanni Acciaiuoli, politico italiano (Firenze, † 1527)
- Giancarlo Acciaro, politico italiano (Porto Torres, n. 1951)
- Giovanni Aceto Cattani, politico e giornalista italiano (Nicosia, n. 1778 - Palermo, † 1840)
- Giovanni Agazzi, politico italiano
- Giovanni Battista Agliardi, politico italiano (Bergamo, n. 1827 - Bergamo, † 1896)
- Giovanni Gerolamo Albani, politico, giurista e cardinale italiano (Bergamo, n. 1509 - Roma, † 1591)
- Gianni Alemanno, politico italiano (Bari, n. 1958)
- Giovanni Maria d'Alessandro, politico, archeologo e militare italiano (Napoli, n. 1824 - Napoli, † 1910)
- Giovanni Battista Alfieri di Cortemilia, politico e generale italiano (Asti, n. 1697 - Cagliari, † 1763)
- Giovanni Alliata di Montereale, politico italiano (Rio de Janeiro, n. 1921 - Roma, † 1994)
- Giovanni Alterio, politico italiano (San Gennaro Vesuviano, n. 1955 - Ottaviano, † 1999)
- Giovanni Amabile, politico italiano (Cava dei Tirreni, n. 1942)
- Giovanni Amendola, politico e giornalista italiano (Napoli, n. 1882 - Cannes, † 1926)
- Giovanni Andreoni, politico italiano (Motta Visconti, n. 1930 - † 2016)
- Giovanni Secondo Anfossi, politico italiano (Ventimiglia, n. 1875 - † 1960)
- Giovanni Angelini, politico italiano (n. 1808)
- Giovanni Maria Angioy, politico italiano (Cagliari, n. 1909 - Cagliari, † 2000)
- Franco Antoci, politico italiano (Ragusa, n. 1947)
- Giovanni Antona Traversi, politico italiano (Sale, n. 1824 - Napoli, † 1900)
- Giovanni Antonino, politico italiano (Brindisi, n. 1958)
- Giovanni Arena, politico italiano (Viterbo, n. 1950)
- Giovanni Arenella, politico, partigiano e sindacalista italiano (Napoli, n. 1920 - Napoli, † 1965)
- Giovanni Luca Aresta, politico italiano (Mesagne, n. 1973)
- Giovanni Arruzzolo, politico italiano (Rosarno, n. 1960)
- Giovanni Avanti, politico italiano (Belmonte Mezzagno, n. 1961)
- Giovanni Azzaretti, politico italiano (Varzi, n. 1933 - Voghera, † 2015)

## B(64)
- Giovanni Battista Baccarini, politico italiano (Cernobbio, n. 1897)
- Giovanni Bacci, politico italiano (Belforte all'Isauro, n. 1857 - Milano, † 1928)
- Giovanni Bacciardi, politico italiano (Cascina, n. 1937)
- Giovanni Battista Balbis, politico, medico e botanico italiano (Moretta, n. 1765 - Torino, † 1831)
- Giovanni Baldesio, politico italiano (Casalmaggiore, n. 1052 - Cremona, † 1128)
- Giovanni Baltaro, politico, partigiano e sindacalista italiano (Rovasenda, n. 1910 - Roma, † 1998)
- Giovanni Barbagallo, politico italiano (Trecastagni, n. 1952)
- Giovanni Barbagallo, politico italiano (Acireale, n. 1953)
- Giovanni Barbagli, politico italiano (Viciomaggio, n. 1931 - Bruxelles, † 2006)
- Giovanni Barbavara di Gravellona, politico italiano (Milano, n. 1813 - Vigevano, † 1896)
- Giovanni Barracco, politico e alpinista italiano (Isola di Capo Rizzuto, n. 1829 - Roma, † 1914)
- Giovanni Vittorio Battafarano, politico italiano (Taranto, n. 1943)
- Giovanni Battaglia, politico italiano (Ragusa, n. 1956)
- Giovanni di Buiamonte de' Becchi, politico italiano (Firenze - † 1310)
- Giovanni Belelli, politico italiano (Macerata, n. 1904 - † 1985)
- Giovanni Francesco Bellezia, politico italiano (Torino, n. 1602 - Torino, † 1672)
- Giovanni Bellini, politico italiano (Firenze, n. 1950)
- Giovanni Bellinzona, politico italiano (Voghera, n. 1928 - Voghera, † 2005)
- Giovanni Benadduci, politico e storico italiano (Tolentino, n. 1843 - Santa Maria in Selva, † 1907)
- Giovanni Benci, politico e banchiere italiano (Firenze, n. 1390 - † 1455)
- Giovanni Benci, politico e mecenate italiano (n. 1456 - † 1523)
- Giovanni Battista Berardi, politico italiano (Lugo di Romagna, n. 1895 - Bologna, † 1966)
- Giovanni Berlinguer, politico e medico italiano (Sassari, n. 1924 - Roma, † 2015)
- Giovanni Bernocco, politico italiano (Rodigo, n. 1892)
- Gianni Berrino, politico italiano (Sanremo, n. 1964)
- Giovanni Bersani, politico italiano (Bologna, n. 1914 - Bologna, † 2014)
- Giovanni Bertini, politico e avvocato italiano (Prato, n. 1878 - Bologna, † 1949)
- Giovanni Battista Bertini, politico e avvocato italiano (Barge, n. 1818 - Torino, † 1907)
- Giovanni Bertoli, politico italiano (Venezia, n. 1906 - † 1970)
- Giovanni Battista Bertone, politico e avvocato italiano (Mondovì, n. 1874 - Mondovì, † 1969)
- Giovanni Bettini, politico e architetto italiano (Sondrio, n. 1938 - Sondrio, † 2023)
- Giovanni Bettolo, politico e ammiraglio italiano (Genova, n. 1846 - Roma, † 1916)
- Giovanni Bezzi, politico italiano (Desana, n. 1796 - Sirone, † 1879)
- Giovanni Bianchetti, politico italiano (Ornavasso, n. 1809 - Ornavasso, † 1890)
- Giovanni Bianchi, politico italiano (Sesto San Giovanni, n. 1939 - Sesto San Giovanni, † 2017)
- Giovanni Battista Biavaschi, politico italiano (Gordona, n. 1878 - Udine, † 1957)
- Giovanni Bilardi, politico italiano (Reggio Calabria, n. 1958)
- Giovanni Binaghi, politico italiano (Gallarate, n. 1934)
- Giovanni Boano, politico italiano (Castell'Alfero, n. 1922 - Castell'Alfero, † 1994)
- Giovanni Battista Boeri, politico italiano (Taggia, n. 1882 - Roma, † 1957)
- Giovanni Boero, politico italiano (Villanova d'Asti, n. 1878 - Parigi, † 1958)
- Giovanni Battista Lorenzo Bogino, politico italiano (Cravagliana, n. 1701 - Chieri, † 1784)
- Giovanni Boi, politico e sindacalista italiano (Busachi, n. 1934 - Cagliari, † 2016)
- Giovanni Maria Boldù, politico italiano (Venezia, n. 1547 - † 1624)
- Giovanni Bondaz, politico e dirigente d'azienda italiano (Aosta, n. 1936)
- Gianni Boninsegna, politico italiano (Brescia, n. 1923 - Brescia, † 1993)
- Giovanni Bonollo, politico italiano (Vicenza, n. 1812 - Torino, † 1861)
- Giovanni Battista Borelli, politico e medico italiano (Boves, n. 1813 - Boves, † 1891)
- Giovanni Borelli, politico, giornalista e militare italiano (Pavullo nel Frignano, n. 1867 - Fontevivo, † 1932)
- Giovanni Bortolucci, politico italiano (Pavullo nel Frignano, n. 1819 - Bologna, † 1900)
- Giovanni Bortot, politico e partigiano italiano (San Fior, n. 1928 - Belluno, † 2020)
- Giovanni Battista Bosdari, politico italiano (Ancona, n. 1848 - Roma, † 1900)
- Giovanni Botta, politico italiano (Como, n. 1906 - † 1988)
- Giovanni Bottaioli, politico italiano (Pieve d'Olmi, n. 1900 - Cremona, † 1959)
- Giovanni Bottonelli, politico e partigiano italiano (Bologna, n. 1910 - Bologna, † 1982)
- Giovanni Bovi, politico italiano (Palmi, n. 1856 - Napoli, † 1932)
- Giovanni Brambilla, politico, sindacalista e partigiano italiano (Milano, n. 1910 - Milano, † 1994)
- Giovanni Francesco Brignole Sale, politico e militare italiano (Genova, n. 1695 - Genova, † 1760)
- Giovanni Brunale, politico italiano (Volterra, n. 1948)
- Giovanni Bruni, politico italiano (Chiari, n. 1938 - Brescia, † 2022)
- Giovanni Bruno, politico italiano (Corigliano-Rossano, n. 1902 - † 1994)
- Giovanni Brusasca, politico italiano (Cantarana, n. 1872 - Milano, † 1948)
- Giovanni Burtone, politico italiano (Catania, n. 1956)
- Giovanni Buzzoni, politico italiano (Ferrara, n. 1916 - † 1989)

## C(55)
- Giovanni Camera, politico e avvocato italiano (Padula, n. 1862 - Roma, † 1929)
- Giovanni Camerini, politico italiano (Rovigo, n. 1837 - Roma, † 1919)
- Giovanni Luca Cannata, politico italiano (Siracusa, n. 1979)
- Giovanni Cao, politico e avvocato italiano (Cagliari, n. 1893 - Roma, † 1981)
- Giovanni Capodistria, politico e diplomatico greco (Corfù, n. 1776 - Nauplia, † 1831)
- Giovanni Cappelluzzo, politico italiano (Parma, n. 1959)
- Giovanni Antonio Carbonazzi, politico italiano (Felizzano, n. 1792 - Felizzano, † 1873)
- Giovanni Carbonella, politico italiano (Brindisi, n. 1946 - † 2025)
- Giovanni Carignani, politico italiano (Picciorana, n. 1893 - Pistoia, † 1961)
- Giovanni Battista Cariolo, politico italiano (Saluzzo, n. 1805 - Cuneo, † 1873)
- Giovanni Battista Carlassara, politico italiano (Montecchio Maggiore, n. 1929 - Mirano, † 2015)
- Giovanni Battista Carletti Giampieri, politico italiano (Piticchio, n. 1806 - † 1867)
- Giovanni di Leonardo Carnesecchi, politico italiano (Firenze, n. 1466 - Firenze, † 1527)
- Giovanni Carnicella, politico italiano (n. 1949 - Molfetta, † 1992)
- Giovanni Carrara, politico italiano (Roma, n. 1885 - † 1965)
- Giovanni Battista Carron, politico e partigiano italiano (Marostica, n. 1910 - Padova, † 1991)
- Giovanni Carrus, politico italiano (Borore, n. 1937 - Cagliari, † 2002)
- Giovanni Cartia, politico italiano (Ragusa, n. 1858 - Ragusa, † 1939)
- Giovanni Battista Caruano, politico italiano (Cuneo, n. 1955)
- Giovanni Battista Casalini, politico italiano (Rovigo, n. 1841 - Rovigo, † 1923)
- Giovanni Caso, politico italiano (Piedimonte d'Alife, n. 1896 - † 1958)
- Giovanni Casola, politico italiano (Sorrento, n. 1927 - Sorrento, † 2013)
- Giovanni Castellani, politico e matematico italiano (Tolmezzo, n. 1935)
- Giovanni Castiglioni, politico e vescovo cattolico italiano (Milano - Milano, † 1409)
- Giovanni Mario Castrilli, politico australiano (Roccamandolfi, n. 1950)
- Giovanni Battista Cavallera, politico italiano (Boves, n. 1805 - Torino, † 1850)
- Giovanni Cerlesi, politico e partigiano italiano (Fiorenzuola d'Arda, n. 1921 - Milano, † 1966)
- Giovanni Cerri, politico italiano (Avezzano, n. 1857 - Avezzano, † 1915)
- Giovanni Cervetti, politico italiano (Milano, n. 1933)
- Giovanni Chiarle, politico italiano (Vigevano, n. 1811 - Dogliani, † 1876)
- Giovanni Chiesa, politico italiano (Vicenza, n. 1927 - Vicenza, † 1982)
- Giovanni Chiodi, politico italiano (Teramo, n. 1961)
- Giovanni Ciarpaglini, politico, antifascista e partigiano italiano (Montiano, n. 1899 - Arezzo, † 1953)
- Giovanni Cittadella, politico italiano (Padova, n. 1806 - Padova, † 1884)
- Johann Philipp von Cobenzl, politico e diplomatico austriaco (Lubiana, n. 1741 - Vienna, † 1810)
- Giovanni Silvestro Coco, politico e magistrato italiano (Castelbuono, n. 1935)
- Giovanni Codronchi Argeli, politico e prefetto italiano (Imola, n. 1841 - Roma, † 1907)
- Giovanni Collino, politico italiano (Pontebba, n. 1954)
- Giovanni Colonna Romano Filingeri, politico e prefetto italiano (Palermo, n. 1810 - Palermo, † 1869)
- Giovanni Battista Columbu, politico italiano (Olzai, n. 1920 - Bosa, † 2012)
- Giovanni Battista Colurcio, politico italiano (Crotone, n. 1938)
- Giovanni Comini, politico italiano (Brescia, n. 1906 - Cellatica, † 2002)
- Giovanni Confalonieri, politico italiano (Besana in Brianza, n. 1952)
- Giovanni Conti, politico italiano (Montegranaro, n. 1882 - Roma, † 1957)
- Giovanni Copertino, politico italiano (Monopoli, n. 1943)
- Giovanni Battista Cornero, politico italiano († 1852)
- Giovanni da Correggio, politico e condottiero italiano
- Giovanni Correnti, politico italiano (Novara, n. 1940 - Novara, † 2016)
- Giovanni Antonio Cotta, politico e diplomatico italiano
- Giovanni Crema, politico italiano (Belluno, n. 1947)
- Giovanni Crosetto, politico italiano (Savigliano, n. 1990)
- Giovanni Cuojati, politico italiano (Busto Arsizio, n. 1938 - Busto Arsizio, † 2021)
- Giovanni Cuomo, politico e avvocato italiano (Salerno, n. 1874 - Salerno, † 1948)
- Gianni Cuperlo, politico italiano (Trieste, n. 1961)
- Giovanni Currò, politico italiano (Messina, n. 1986)

## E(2)
- Giovanni Elkan, politico italiano (Muralto, n. 1910 - † 1997)
- Giovanni Endrizzi, politico italiano (Agordo, n. 1962)

## F(19)
- Giovanni Fabriciaco, politico e generale bizantino (Heraclia)
- Giovanni Fabris, politico italiano (Venezia, n. 1950)
- Giovanni Falcone, politico italiano (Cava de' Tirreni, n. 1965)
- Giovanni Falleroni, politico e patriota italiano (Loreto, n. 1837 - Recanati, † 1890)
- Giovanni Fantuzzi, politico italiano (Bologna, n. 1391 - Bologna, † 1460)
- Giovanni Farina, politico italiano (Cigognola, n. 1892 - † 1979)
- Giovanni Favaretto Fisca, politico italiano (Gambarare, n. 1902 - Venezia, † 1986)
- Giovanni Favia, politico italiano (Bologna, n. 1981)
- Giovanni Ferrante, politico italiano (Ancona, n. 1940 - Roma, † 2012)
- Giovanni Filocamo, politico italiano (Serra San Bruno, n. 1936)
- Giovanni Finardi, politico italiano (Bergamo, n. 1840 - Bergamo, † 1904)
- Giovanni Battista Finetti, politico italiano (Bagno di Gavorrano, n. 1940 - Grosseto, † 1983)
- Giovanni Florido, politico italiano (Taranto, n. 1952)
- Giovanni Fogliani Sforza d'Aragona, politico e diplomatico italiano (Piacenza, n. 1697 - Castelnuovo Fogliani, † 1780)
- Gianni Fontana, politico italiano (Verona, n. 1944)
- Giovanni Lorenzo Forcieri, politico italiano (Santo Stefano di Magra, n. 1949)
- Gianni Forlini, politico italiano (Ascoli Piceno, n. 1935 - † 1989)
- Giovanni Forner, politico italiano (Portogruaro, n. 1928 - Portogruaro, † 2011)
- Giovanni Furia, politico italiano (Valle Mosso, n. 1928 - Biella, † 2014)

## G(45)
- Giovanni Gaiti, politico italiano (Ponte Nossa, n. 1939)
- Giovanni Garzoni, politico e diplomatico italiano (Venezia - Venezia)
- Giovanni Gasparoli, politico italiano (Cassano Magnago, n. 1897 - † 1950)
- Giovanni Gatti, politico italiano (Susa, n. 1918 - † 1997)
- Giovanni Gavioli, politico italiano (Gaiba, n. 1928 - Rovigo, † 2005)
- Giovanni Gei, politico italiano (Brescia, n. 1944 - † 2013)
- Giovanni Battista Enrico Geymet, politico italiano (Torino, n. 1831 - Pianezza, † 1900)
- Giovanni Ghirotti, politico italiano (Cesena, n. 1906 - † 1974)
- Giovanni Giannoni, politico sammarinese (n. 1948)
- Giovanni Giavazzi, politico italiano (Bergamo, n. 1920 - Bergamo, † 2019)
- Giovanni Giavi, politico italiano (Padova, n. 1906 - † 1980)
- Giovanni Battista Gigliucci, politico italiano (Fermo, n. 1815 - Roma, † 1893)
- Giovanni Gioia, politico italiano (Palermo, n. 1925 - Milano, † 1981)
- Giovanni Giolitti, politico italiano (Mondovì, n. 1842 - Cavour, † 1928)
- Giovanni Benedetto Giovanelli, politico italiano (Venezia, n. 1726 - Venezia, † 1791)
- Gianni Giovannelli, politico italiano (Olbia, n. 1956)
- Giovanni da Ossona, politico italiano (Ossona - Milano, † 1448)
- Giovanni Emanuele di Castiglia, politico e scrittore spagnolo (Escalona, n. 1282 - Cordova, † 1348)
- Giovanni, politico bizantino (Epidamno)
- Giovanni, politico romano
- Giovanni, politico bizantino
- Giovanni, politico bizantino
- Giovanni Di Pietro, politico italiano (Teramo, n. 1947)
- Giovan Battista Pagani, politico e giurista italiano (Verona, n. 1784 - Brescia, † 1864)
- Giovanni, politico italiano
- Giovanni V di Gaeta, politico italiano
- Giovanni XIV di Costantinopoli, politico bizantino (Apro - Costantinopoli, † 1347)
- Giovanni Giovio, politico italiano (Como, n. 1818 - Milano, † 1902)
- Giovanni Giraudi, politico italiano (Asti, n. 1915 - Casale Monferrato, † 1993)
- Giovanni Giuliano, politico italiano (Sanremo, n. 1949 - † 2022)
- Giovanni Giuriati, politico italiano (Venezia, n. 1876 - Roma, † 1970)
- Claudio Gonnet, politico e generale italiano (Moûtiers, n. 1795 - Planaise, † 1866)
- Giovanni Goria, politico italiano (Asti, n. 1943 - Asti, † 1994)
- Giovanni Pietro Eligio Gorio, politico italiano (Borgo San Giacomo, n. 1872 - Desenzano del Garda, † 1941)
- Giovanni Gramondo, politico italiano (Dego, n. 1931 - Imperia, † 2004)
- Giovanni Grasso, politico italiano (Ariano Irpino, n. 1940 - Avellino, † 1999)
- Giovanni Italo Greco, politico italiano (Reggio Calabria, n. 1896 - † 1977)
- Giovanni Grilenzoni, politico, patriota e imprenditore italiano (Reggio nell'Emilia, n. 1796 - Lugano, † 1868)
- Giovanni Grilli, politico italiano (Ravenna, n. 1903 - † 1978)
- Giovanni Gronchi, politico italiano (Pontedera, n. 1887 - Roma, † 1978)
- Giovanni Gropplero, politico e storico italiano (n. 1833 - † 1901)
- Giovanni Guarini, politico italiano (Forlì, n. 1826 - Forlì, † 1889)
- Giovanni Guarino Amella, politico italiano (Sant'Angelo Muxaro, n. 1872 - Palermo, † 1949)
- Giovanni Guevara, politico italiano (Napoli, n. 1822 - Napoli, † 1882)
- Giovanni Guidi, politico italiano (Sanremo, n. 1903 - Sanremo, † 1976)

## H(1)
- Giovanni Host-Venturi, politico, storico e generale italiano (Fiume, n. 1892 - Buenos Aires, † 1980)

## I(2)
- Giovanni Interdonato, politico italiano (Palermo, n. 1810 - Palermo, † 1866)
- Giovanni Iuliano, politico italiano (Cava de' Tirreni, n. 1952)

## J(1)
- Giovanni Jacini, politico italiano (Losanna, n. 1959)

## L(16)
- Giovanni L'Eltore, politico e chirurgo italiano (La Spezia, n. 1903 - † 1984)
- Giovanni La Via, politico italiano (Catania, n. 1963)
- Giovanni Labus, politico, archeologo e epigrafista italiano (Brescia, n. 1775 - Milano, † 1853)
- Giovanni Lamberti, politico italiano (Luogosanto, n. 1906 - † 1963)
- Giovanni Lanza, politico e militare italiano (Casale Monferrato, n. 1810 - Roma, † 1882)
- Giovanni Legnini, politico e avvocato italiano (Roccamontepiano, n. 1959)
- Giovanni Leone, politico, avvocato e giurista italiano (Napoli, n. 1908 - Roma, † 2001)
- Giovanni Battista Loi, politico italiano (Buggerru, n. 1934)
- Giovanni Lolli, politico italiano (L'Aquila, n. 1950)
- Giovanni Lombardi, politico italiano (Cremona, n. 1914 - † 2008)
- Giovanni Lonfernini, politico sammarinese (Città di San Marino, n. 1976)
- Giovanni Losardo, politico italiano (Cetraro, n. 1926 - Paola, † 1980)
- Giovanni Francesco Lottini, politico e scrittore italiano (Volterra, n. 1512 - Roma, † 1572)
- Giovanni Lubrano di Ricco, politico italiano (Procida, n. 1933 - † 2015)
- Giovanni Lucchini, politico italiano (Vicenza, n. 1842 - Vicenza, † 1916)
- Giovanni Luci, politico e giurista italiano (Colle di Val d'Elsa, n. 1570 - Firenze)

## N(6)
- Giovanni Battista Nazari, politico italiano (Treviglio, n. 1791 - Milano, † 1871)
- Giovanni Negro, politico italiano (n. 1758 - † 1814)
- Giovanni Nicotera, politico e patriota italiano (Sambiase, n. 1828 - Vico Equense, † 1894)
- Giovanni Maria Nieddu, politico italiano (Arbus, n. 1927 - † 2002)
- Giovanni Nonne, politico e imprenditore italiano (Fonni, n. 1940)
- Giovanni Notta, politico italiano (Torino, n. 1807 - Torino, † 1877)

## O(6)
- Giovanni Valerio Oliveri, politico italiano (Chiusa di Pesio - Torino, † 1852)
- Giovanni Ongaro, politico italiano (Gandino, n. 1958)
- Giovanni Orgera, politico italiano (Napoli, n. 1894 - Roma, † 1967)
- Giovanni Orlandi, politico e ammiraglio italiano
- Giovanni Orseolo, politico italiano (Venezia, n. 984 - Venezia, † 1007)
- Giovanni Battista Oytana, politico italiano (Villafranca Piemonte, n. 1809 - Torino, † 1883)

## P(45)
- Giovanni Pace, politico italiano (Chieti, n. 1933 - Chieti, † 2018)
- Giovanni Battista Pagano Guarnaschelli, politico e magistrato italiano (Palermo, n. 1836 - Roma, † 1919)
- Giovanni Paglia, politico italiano (Ravenna, n. 1977)
- Gio Batta Paita, politico italiano (Follo, n. 1829 - La Spezia, † 1901)
- Giovanni Pala, politico e giornalista italiano (Terralba, n. 1896 - Genova, † 1988)
- Giovanni Paladini, politico italiano (Piazza al Serchio, n. 1957)
- Giovanni Palamara, politico e avvocato italiano (Reggio Calabria, n. 1938 - Reggio Calabria, † 2017)
- Giovanni Palazzolo, politico e avvocato italiano (Balestrate, n. 1896 - † 1972)
- Giovanni Palladino, politico italiano (Napoli, n. 1974)
- Giovanni Pallastrelli, politico e agronomo italiano (Piacenza, n. 1881 - Gropparello, † 1959)
- Giovanni Palumbo, politico italiano (Bitetto, n. 1926 - † 2011)
- Gianni Panella, politico e sindacalista italiano (Roè Volciano, n. 1948 - Brescia, † 2003)
- Giovanni Panetta, politico italiano (Pescosolido, n. 1956 - Anagni, † 1999)
- Giovanni Papapietro, politico italiano (Mola di Bari, n. 1931 - Bari, † 2005)
- Giovanni Parente, politico italiano (Ceppaloni, n. 1910 - Napoli, † 1982)
- Giovanni Parodi, politico, sindacalista e operaio italiano (Acqui Terme, n. 1889 - Torino, † 1962)
- Giovanni Pellegrino, politico, giurista e storico italiano (Lecce, n. 1939)
- Giovanni Pellicani, politico italiano (Ruvo di Puglia, n. 1932 - Mestre, † 2006)
- Giovanni Battista Pera, politico italiano (Torino, n. 1899 - † 1950)
- Giovanni Perari, politico italiano (Fratta Todina, n. 1941 - Perugia, † 1987)
- Giovanni Persico, politico italiano (Benevento, n. 1878 - Roma, † 1967)
- Giovanni Persico, politico e giurista italiano (Genova, n. 1927 - Genova, † 2015)
- Giovanni Peterlongo, politico, esperantista e traduttore italiano (Trento, n. 1856 - Milano, † 1941)
- Giovanni Petrini, politico italiano (L'Aquila, n. 1848)
- Giovanni Antonio Petrucci, politico italiano (n. 1456 - Napoli, † 1486)
- Giovanni Petrucci, politico italiano (Palermo, n. 1898 - † 1977)
- Giovanni Piccoli, politico italiano (Belluno, n. 1958)
- Giovanni Piccono della Valle, politico italiano (Nizza, n. 1778 - Torino, † 1850)
- Giovanni Pilo, politico italiano (Macomer, n. 1954)
- Giovanni Battista Pioda, politico e militare svizzero (Locarno, n. 1808 - Roma, † 1882)
- Giovanni Pionati, politico italiano (Avellino, n. 1918 - Avellino, † 2008)
- Giovanni Pippan, politico, sindacalista e antifascista italiano (Trieste, n. 1894 - Cicero, † 1933)
- Giovanni Battista Pirolini, politico, giornalista e pubblicista italiano (Cilavegna, n. 1864 - † 1948)
- Giovanni Pistorio, politico italiano (Catania, n. 1960)
- Gianni Pittella, politico italiano (Lauria, n. 1958)
- Giovanni Battista Pitzalis, politico italiano (Torralba, n. 1906 - † 1981)
- Giovanni Pizzetti, politico e avvocato italiano (Scansano, n. 1860 - Massa Marittima, † 1937)
- Giovanni Porcellana, politico italiano (Portacomaro, n. 1928 - Torino, † 2012)
- Gian Pietro Porro, politico italiano (Como, n. 1773 - Milano, † 1851)
- Giovanni Porzio, politico e avvocato italiano (Portici, n. 1873 - Napoli, † 1962)
- Giovanni Potenziani, politico italiano (Bologna, n. 1850 - Roma, † 1899)
- Giovanni Preziosi, politico italiano (Torella dei Lombardi, n. 1881 - Milano, † 1945)
- Giovanni Battista Priano, politico italiano (Morsasco, n. 1936)
- Giovanni Principe, politico italiano (Portici, n. 1913 - Napoli)
- Giovanni Procacci, politico italiano (Bari, n. 1955)

## Q(1)
- Giovanni Querzoli, politico italiano (Forlimpopoli, n. 1884 - Forlì, † 1961)

## R(15)
- Giovanni Battista Rabino, politico e sindacalista italiano (Montaldo Scarampi, n. 1931 - Asti, † 2020)
- Giovanni Raineri, politico italiano (Borgo San Donnino, n. 1858 - Roma, † 1944)
- Giovanni Ranalli, politico e sindacalista italiano (Civitavecchia, n. 1924 - Civitavecchia, † 2018)
- Giovanni Rastelli, politico italiano (Viù, n. 1858 - † 1917)
- Giovanni Ricevuto, politico italiano (Salemi, n. 1941)
- Vincenzo Rogadeo, politico e nobile italiano (Bitonto, n. 1834 - Bitonto, † 1899)
- Giovanni Girolamo Romei Longhena, politico e militare italiano (Reggio Emilia, n. 1865 - Brescia, † 1944)
- Giovanni Rosadi, politico e avvocato italiano (Lucca, n. 1862 - Firenze, † 1925)
- Giovanni Rossini, politico italiano (n. 1903 - † 1986)
- Giovanni Rossino, politico italiano (Scicli, n. 1939)
- Giovanni Ruggeri della Torre, politico italiano (Vertova, n. 1819 - Romano di Lombardia, † 1896)
- Giovanni Russo Spena, politico italiano (Acerra, n. 1945)
- Giovanni Russo, politico e avvocato italiano (Savona, n. 1932 - Savona, † 2016)
- Giovanni Russo, politico italiano (Capua, n. 1981)
- Giovanni Antonio Ruzzini, politico e diplomatico italiano (Venezia, n. 1713 - Butrinto, † 1768)

## S(31)
- Giovanni Salamon, politico e militare italiano (Venezia, n. 1592 - Palmanova, † 1649)
- Giovanni Salghetti Drioli, politico italiano (Roma, n. 1941)
- Giovanni Sampietro, politico italiano (Gambolò, n. 1897 - Vercelli, † 1965)
- Giovanni Sanga, politico italiano (Entratico, n. 1962)
- Giovanni Antonio Sanguineti, politico italiano (Chiavari, n. 1813 - Chiavari, † 1883)
- Giovanni Santini, politico italiano (n. 1877 - Terni, † 1929)
- Giò Batta Santini, politico italiano (Follonica, n. 1875 - Follonica, † 1948)
- Giovanni Saonara, politico italiano (Saonara, n. 1958)
- Giovanni Saracco, politico e urbanista italiano (Villafranca d'Asti, n. 1932 - Torino, † 2020)
- Giovanni Sarritzu, politico italiano (Quartu Sant'Elena, n. 1946 - † 2001)
- Giovanni Sartori, politico italiano (Bra, n. 1894 - † 1961)
- Giovanni Satta, politico italiano (Roma, n. 1965)
- Giovanni Battista Scaglia, politico italiano (San Pellegrino Terme, n. 1910 - Bergamo, † 2006)
- Giovanni Scuderi, politico italiano (Avola, n. 1935)
- Giovanni Sechi, politico e ammiraglio italiano (Sassari, n. 1871 - Roma, † 1948)
- Giovanni Secondi, politico italiano (Cologno, n. 1814 - Cologno, † 1902)
- Giovanni Serbandini, politico e partigiano italiano (Chiavari, n. 1912 - Lavagna, † 1999)
- Giovanni Sgrò, politico australiano (Seminara, n. 1931 - Melbourne, † 2019)
- Ferdinando Siccardi, politico e imprenditore italiano (Ceva, n. 1833 - Torino, † 1906)
- Giovanni Simonetta, politico e umanista italiano (Caccuri - Vercelli)
- Giovanni Siotto Pintor, politico, avvocato e magistrato italiano (Cagliari, n. 1805 - Torino, † 1882)
- Giovanni Sisto, politico italiano (Mirabello Monferrato, n. 1916 - † 1994)
- Giovanni Sodano, politico italiano (Isola d'Asti, n. 1901 - Isola d'Asti, † 1991)
- Giovanni Battista Sommariva, politico, avvocato e diplomatico italiano (Sant'Angelo Lodigiano, n. 1762 - Milano, † 1826)
- Giovanni Soranzo, politico, diplomatico e ammiraglio italiano (Venezia - Venezia, † 1328)
- Giovanni Spadolini, politico, storico e giornalista italiano (Firenze, n. 1925 - Roma, † 1994)
- Giovanni Spagnolli, politico italiano (Rovereto, n. 1907 - Rovereto, † 1984)
- Giovanni Spezia, politico e partigiano italiano (Piacenza, n. 1923 - Piacenza, † 1994)
- Giovanni Starita, politico italiano (Roma, n. 1926 - † 2019)
- Giovanni Stecchina, politico italiano (Mossa, n. 1886 - Gorizia, † 1972)
- Giovanni Maria Sussarello, politico italiano

## T(11)
- Giovanni Tanasco, politico e antifascista italiano (Cittavecchia, n. 1889 - † 1971)
- Giovanni Tarello, politico, avvocato e antifascista italiano (Torino, n. 1881 - Genova, † 1951)
- Giovanni Battista Tenani, politico e militare italiano (Guarda Veneta, n. 1831 - Guarda Veneta, † 1892)
- Giovanni Amadeo Francesco di Paola Thugut, politico austriaco (Linz, n. 1736 - Vienna, † 1818)
- Giovanni Antonio Tola, politico italiano (Sassari, n. 1792 - † 1856)
- Giovanni Tomasoni, politico italiano (Udine, n. 1821 - Padova, † 1881)
- Giovanni Tombolato, politico italiano (Padova, n. 1960)
- Giovanni Torri, politico italiano (Parma, n. 1960)
- Giovanni Toti, politico e giornalista italiano (Viareggio, n. 1968)
- Giovanni Travaglini, politico e ingegnere italiano (Napoli, n. 1924 - Roma, † 2020)
- Giovanni Traversa, politico italiano (Castelnuovo Bormida, n. 1901 - Castelnuovo Bormida, † 1981)

## U(3)
- Giovanni Uberti, politico e giornalista italiano (Verona, n. 1888 - † 1964)
- Giovanni Francesco Ugolini, politico sammarinese (Borgo Maggiore, n. 1953)
- Giovanni Battista Urbani, politico italiano (Venezia, n. 1923 - Savona, † 2018)

## V(9)
- Giovanni Vaccari, politico e insegnante italiano (Pavia, n. 1911 - Salice Terme, † 2003)
- Giovanni Venturi, politico italiano (Pergola, n. 1922 - Roma, † 2015)
- Giovanni Viale, politico italiano (Asti, n. 1910 - Asti, † 1996)
- Giovanni Vianello, politico italiano (Grottaglie, n. 1979)
- Giovanni Vicini, politico e giurista italiano (Cento, n. 1771 - Massa Lombarda, † 1845)
- Giovanni Villa Riso, politico italiano (Palermo, n. 1813 - Palermo, † 1884)
- Giovanni Vincomalo, politico bizantino
- Giovanni Visconti da Oleggio, politico italiano (n. 1304 - Fermo, † 1366)
- Giovanni Visone, politico e nobile italiano (Costigliole d'Asti, n. 1814 - Moncalieri, † 1893)

## Z(4)
- Giovanni Zarro, politico e avvocato italiano (Sant'Angelo a Cupolo, n. 1942)
- Giovanni Zibordi, politico e giornalista italiano (Padova, n. 1870 - Bergamo, † 1943)
- Giovanni Zonca, politico e medico italiano (Suisio, n. 1899 - † 1981)
- Giovanni Cristoforo Zoppi, politico italiano (Cassine, n. 1658 - Torino, † 1740)